# Cmentarz żydowski w Sieniawie
Cmentarz żydowski w Sieniawie – został założony w II połowie XVII wieku i zajmuje powierzchnię 0,9 ha na której zachowało się około siedmiuset nagrobków z napisami w języku hebrajskim spośród których najstarszy pochodzi z 1686 roku. W 1970 roku uporządkowano teren nekropolii a w 1978 roku wystawiono nowy ohel cadyka Ezechiela Szragi Halberstama. W latach 90. XX wieku wystawiono nowe ogrodzenie nekropolii.